# 蒙特内格罗德卡梅罗斯
蒙特内格罗德卡梅罗斯，是西班牙卡斯蒂利亚-莱昂索里亚省的一个市镇。总面积55平方公里，总人口110人（2001年），人口密度2人/平方公里。